# Совєтське (Республіка Алтай)
Совєтське (рос. Советское) — село Чойського району, Республіка Алтай Росії. Входить до складу Чойського сільського поселення.
Населення — 114 осіб (2015 рік).